# Fritz Schäfer (zapaśnik)
Fritz Schäfer (ur. 7 września 1912 w Pirmasens, zm. 15 października 1973 w Ludwigshafen am Rhein) – niemiecki zapaśnik walczący w obu stylach. Srebrny medalista olimpijski z Berlina 1936, w wadze półśredniej w stylu klasycznym.
Zdobył sześć medali na mistrzostwach Europy w latach 1935–1939.
Mistrz Niemiec w 1934, 1935, 1937–1940 i 1942; drugi w 1943; trzeci w 1931 w stylu klasycznym. Mistrz w stylu wolnym w 1935, 1938, 1940, 1942 i 1943; drugi w 1937 roku.
W trakcie II wojny światowej walczył w północnej Afryce, aż do 1943 roku, kiedy dostał się do niewoli francuskiej.

## Letnie Igrzyska Olimpijskie 1936
| Konkurencja          | Rundy eliminacyjne    | Rundy eliminacyjne  | Rundy eliminacyjne    | Rundy eliminacyjne   | Rundy finałowe | Rundy finałowe        | Rundy finałowe          | Klas. końcowa |
| Konkurencja          | Przeciwnik I          | Przeciwnik II       | Przeciwnik III        | Przeciwnik IV        | Przeciwnik V   | Przeciwnik VI         | Przeciwnik VII          | Miejsce       |
| -------------------- | --------------------- | ------------------- | --------------------- | -------------------- | -------------- | --------------------- | ----------------------- | ------------- |
| 72 kg styl klasyczny | Edgar Puusepp (EST) Z | Jean de Feu (BEL) Z | Antun Fischer (YUG) Z | Silvio Tozzi (ITA) Z | wolny los Z    | Eino Virtanen (FIN) Z | Rudolf Svedberg (SWE) P | 2.            |